# Tróndur í Gøtu
Tróndur í Gøtu (óészakiul: Þrándr í Götu vagy Þrandr æ Gǫtu, az irodalomban gyakran Trond) (Gøta, 950-960 k. - ugyanott, 1035) az egyik leghatalmasabb feröeri viking főnök. Sigmundur Brestissonnal együtt a Feröeriek sagája egyik főszereplője, akit – mint pogányt – a szerzetesek által írt műben negatív szereplőként tüntetnek fel.

## Pályafutása

### Fiatalkora
A gøtai nemzetség főnökének, Torbjørn Gøtuskeggnek és feleségének, Guðrunnak volt a fia. Nagybátyja, Svínoyar-Bjarni Svínoy szigetén gazdálkodott. Bátyja Tollakur (Torlak) volt.
Tróndur valószínűleg 950-960 között született, apja pedig 965-975 környékén halhatott meg. A 960-as évek vége felé Feröer egyik részén a suðuroyi Havgrímur uralkodott II. (Szürkeköpenyes) Harald norvég király hűbéreseként, míg a másik rész a Trondheim környékét birtokló Haakon Jarl vazallusai, a Skúvoyon lakó Beinir és Brestir irányítása alatt állt. Tróndur utóbbiak unokatestvére volt, de nem volt velük jó viszonyban.
Apjuk halála után Tróndur sorsot húzott bátyjával, és mivel neki kedvezett a szerencse, ő örökölte a családi birtokot. Pénze azonban nem volt, ezért bérbe adta a gazdaságot, és Dániába utazott, ahonnan ügyes manőverek után gazdagon tért vissza.

### Hatalmi harcok
969 körül Havgrímur konfliktusba keveredett Beinir és Brestir egyik rokonával. Mivel az Althing nem neki adott igazat, szövetségesnek felbérelte Tróndurt és Bjarnit, és Nagy-Dímunnál megtámadta a fivéreket. Tróndur vele együtt partra szállt, de embereivel nem avatkozott be a harcba, melynek során Beinir és Brestir mellett Havgrímur is elesett. Tróndur magához vette az áldozatok árván maradt fiait, a 9 éves Sigmundur Brestissont és a 11 éves Tóri Beinirssont, majd az éppen Tórshavnban tartózkodó novgorodi hajóssal, Ravnur Hólmgarðsfarival Norvégiába vitette őket, apáik birtokait pedig elfoglalta. Havgrímur fiát, Øssur Havgrímssont pedig örökbe fogadta, ezzel ő maradt Feröer egyetlen hatalmassága.
Amikor Øssur felnőtt, és Tróndurtól megkapta apja korábbi birtokait, valamint Sigmundur és Tóri örökségét is, ezzel ő lett a második leghatalmasabb ember nevelőapja után. 983-ban Sigmundur és Tóri a Haakon Jarltól kapott hajókkal visszatértek Feröerre. Øssurt a skúvoyi csatában megölték. Tróndur tűzszünetet kért, és abban állapodtak meg, hogy az egész konfliktus elrendezését Haakon Jarl ítéletére bízzák. Ő a szigetek felét Sigmundurnak ítélte, a másik felét saját birtokába vette, de hűbérbirtokként szintén Sigmundurnak adta. Tróndur elfogadta a feltételeket, Øssur fiát, Leivur Øssurssont pedig apjához hasonlóan magához vette, hogy felnevelje gøtai házában. A következő évek viszonylag nyugodtan teltek, bár Svínoyar-Bjarninak folyamatosan békéltetnie kellett Sugmundur és Tróndur között.

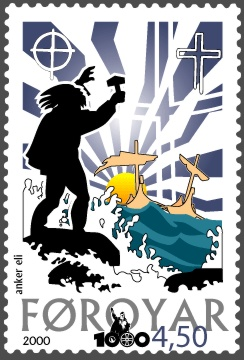
Tróndur í Gøtu Thor kalapácsát emeli az Atlanti-óceán felett megjelenő kereszt ellen; emlékbélyeg Feröer keresztény hitre térésének 1000. évfordulójára

998-ban Sigmundur a Tinganesre összehívott Althingnek a kereszténység felvételét javasolta, ez azonban nagy ellenállást váltott ki a Tróndur által befolyásolt parasztok körében. 999-ben végül erőszakosabb módszerekkel vitte sikerre a térítést: harcosok élén saját házában lepte meg Tróndurt, aki a halál helyett a keresztséget választotta háza népével együtt.
1005-ben Tróndur háromszor is rátámadt Sigmundurra. Ebből az első kettő sikertelen volt, de ősszel a skúvoyi házára rontott rá túlerővel. Sigmundurnak sikerült elmenekülnie és úszva elérni Suðuroy partjait, de Tórgrímur Illi, az ottani gazda fiaival aranygyűrűjéért megölte.
A skúvoyi harc után Tróndur és Leivur Øssursson maradtak Feröer egyedüli urai. Megbékélést kerestek Sigmundur özvegyével, Turið Torkilsdóttirral és fiaival, de ők nem fogadták el a közeledést. A fiúk azonban nem kértek segítséget Norvégiából, így egy ideig béke honolt a szigeteken. Később Tróndur Leivur nevében megkérte Sigmundur lánya, Tóra Sigmundsdóttir kezét, aki azt a feltételt szabta, hogy kutassa fel apja gyilkosát. Tróndur meg is találta Tórgrímur Illit és fiait, és falakasztotta őket. 1010 körül így Leivur elvette Tórát, és letelepedett ősei birtokán, Hovban, a két rivális család pedig kibékült.
II. (Szent) Olaf norvég király ebben az időben adót vetett ki. 1024-ben magához hívatta a feröeri vezetőket; Gilli, Leivur és Tórálvur Sigmundsson (Sigmundur legidősebb fia) el is utazott Norvégiába. Tróndur megbetegedett, így nem tarthatott velük. A király előtt meg kellett esküdniük, hogy betartják törvényeit és beszedik a kirótt adót. A király hajót küldött Feröerre az adó beszedésére, de az nem tért vissza; a helyiek beszámolói szerint már oda sem érkezett meg. Olaf ezért újra magához hívatta őket. Ezúttal Tórálvur egyedül kelt útra, de Tróndur három unokaöccse megölte. Egyikük a következő évben (valószínűleg 1028-ban) a király újabb adószedőjét is megölte, de ezt a norvégok nem torolták meg, mert közben az ország zűrzavarba süllyedt. A következő évben Tróndur és unokaöccsei az Althingen fegyverrel arra kényszerítették Gillit és Leivurt, hogy elismerjék az ő ítéletét; ő pedig felmentette rokonait a vádak alól. Feröert három részre osztotta: egyet ő, egyet Leivur, egyet pedig Sigmundur fiai kaptak. 1035-ben azonban Leivur bosszút állt, és megölte a három fivért, az idős és beteg Tróndur pedig a rokonai elvesztése fölötti gyászba és fájdalomba halt bele.

## Magánélete
Tróndur nem volt házas, bár a források szerint volt egy lánya, Guðrun. Nagy hangsúlyt helyezett azonban a fiúutódokra, még ha csak nevelt fiakról volt is szó.

## Megítélése
Egyértelmű, hogy Tróndur í Gøtu az ezredforduló körüli időszak két kiemelkedő személyiségének egyike Sigmundur Brestisson mellett.
A Feröeriek sagája egyértelműen negatív szereplőnek állítja be a kereszténységet terjesztő Sigmundurral szemben, ami érthető, ha figyelembe vesszük, hogy a sagát szerzetesek írták.
Tróndur okos, ravasz és nem teljesen tisztességes „politikus” volt. Ma sokan a feröeri függetlenség védelmezőjét látják benne a norvég befolyással szemben. Amikor ő uralta Feröert, általában béke honolt. Nem volt kompromisszumok nélküli diktátor: Øssurral megosztotta hatalmát (még ha az ő vezető pozíciója nem is kérdőjeleződött meg), unokaöccsei visszatértekor pedig egyensúlyra törekedve osztotta három részre az országot. Békekereső szándékait támasztja alá az is, amikor kibékült Turiðdal és fiaival.
Halálával véget ért a viking főnökök kora, és a szigetcsoport egyre inkább Norvégia, illetve az egyház befolyása alá került.